# 역석기
역석기(礫石器)는 가장 오랜 형태의 석기로서 규암(硅岩)·석영 등 자갈의 한쪽 모서리를 두들겨 깨뜨려 날을 세운 것이다. 제1빙하기경 동아프리카의 가프 계곡, 보다 좀 지난 시기의 올두바이 계곡에서 출토됐다.